# Çamdibi, Yerköy
Çamdibi là một xã thuộc huyện Yerköy, tỉnh Yozgat, Thổ Nhĩ Kỳ. Dân số thời điểm năm 2010 là 205 người.